# 凯尔西地区巴格洛讷
凯尔西地区巴格洛讷（法語：Barguelonne-en-Quercy，法語發音：[baʁɡəlɔn ɑ̃ kɛʁsi]）是法国洛特省的一个市镇，属于卡奥尔区。该市镇于2019年由原市镇圣多内斯、凯尔西地区巴加和圣庞塔莱翁合并而成，行政中心位于圣多内斯。

## 地名
凯尔西（Quercy）是法国历史上的一个行省，位于今法国西南部。“巴格洛讷”（Barguelonne）则是指巴格洛訥河，其为流经该地一条河流，是加龍河的右支流。

## 地理
凯尔西地区巴格洛讷（44°21'28"N, 1°13'51"E）面积46.11 平方千米，位于法国奧克西塔尼大區洛特省，该省份为法国西南部内陆省份，北起顺时针与科雷兹省、康塔爾省、阿韦龙省、塔恩-加龙省、洛特-加龍省和多尔多涅省接壤。
与凯尔西地区巴格洛讷接壤的市镇（或旧市镇、城区）包括：波特迪凯尔西、卡尔纳克-鲁菲亚克、索泽、维勒塞克、塞扎克、凯尔西地区朗杜、白色凯尔西地区蒙屈克。
凯尔西地区巴格洛讷的时区为UTC+01:00、UTC+02:00（夏令时）。

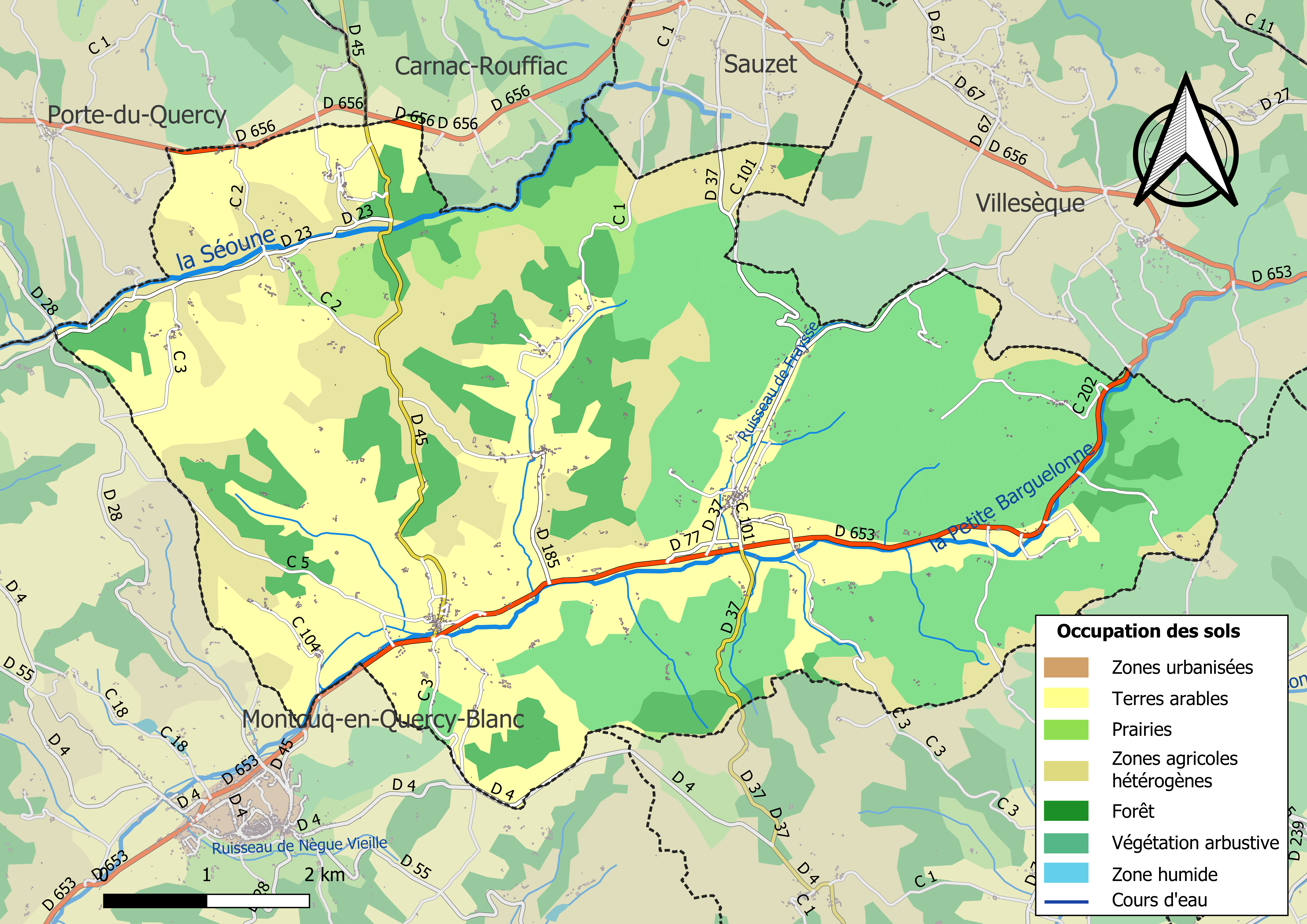
凯尔西地区巴格洛讷的OSM定位图

## 行政
凯尔西地区巴格洛讷的邮政编码为46800，INSEE市镇编码为46263。

## 政治
凯尔西地区巴格洛讷所属的省级选区为吕泽什县。

## 人口
凯尔西地区巴格洛讷于2022年1月1日时的人口数量为706人。